# Los Madriles (revista)

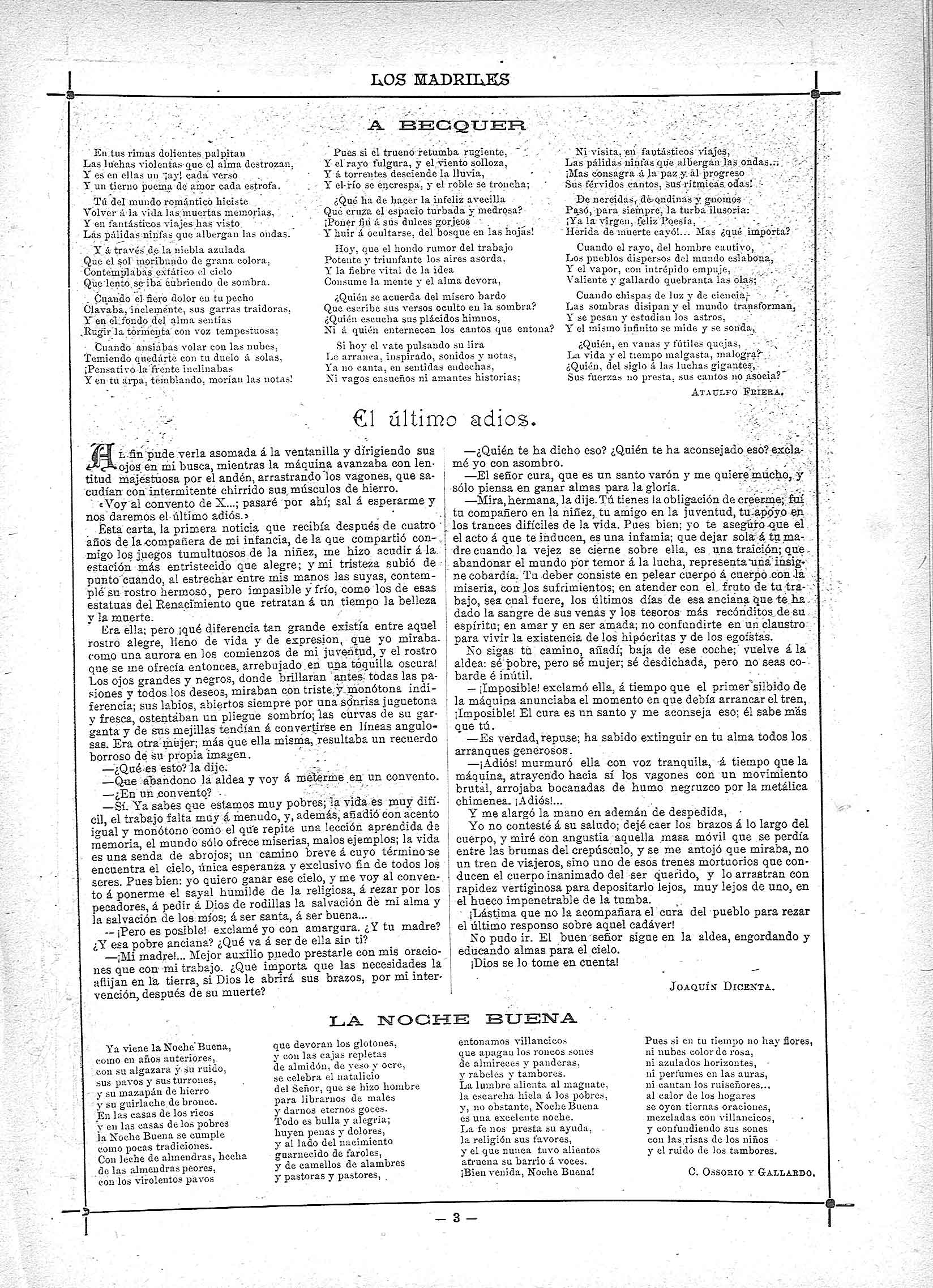
Página de Los Madriles, diciembre de 1889.

Los Madriles fue una revista ilustrada semanal publicada en Madrid entre octubre de 1888 y julio de 1890. Contó con un total de 95 números. Su primer director fue Federico Urrecha, que más tarde sería sustituido por Eduardo Navarro Gonzalvo.
Entre sus colaboradores se encontraban algunos de los nombres más ilustres de las letras y del periodismo de la época, entre los que se incluían Leopoldo Alas «Clarín», Emilio Bobadilla «Fray Candil», Manuel Paso, José María de Pereda, Jacinto Octavio Picón, Eduardo Lustonó y Carlos Fernández Shaw, junto a ilustradores y dibujantes como Ramón Cilla o Ángel Pons.